# Jカーブ効果 (経済学)

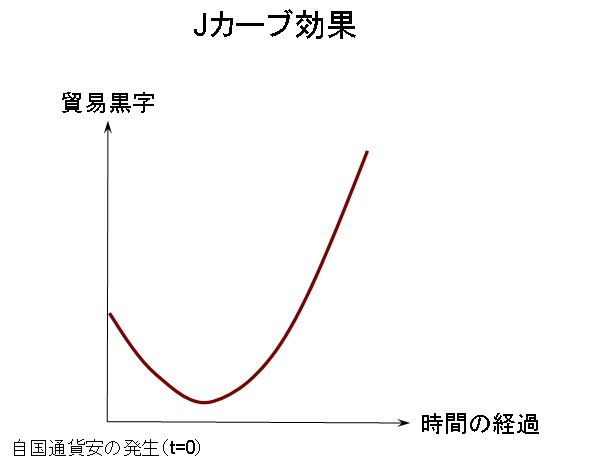
円安（自国通貨安）によって短期的に貿易収支の赤字が増えるが、その後反転し、貿易収支の黒字が増える。これがJの字のように見える。

経済学において、Jカーブ効果（Jカーブこうか、英: J-Curve Effect）とは、為替レートが変動したときに、短期的に、予想される方向とは逆方向に貿易収支（もしくは経常収支）が動く現象のことを指す。例えば、日本の貿易収支について、日本の通貨である円が安くなれば（円安）、通常は貿易収支の黒字が増えることが予想されるが、すでに契約済みの輸出数量は変化しないため、短期的には貿易収支の赤字が増加する。しかし、長期的には、貿易収支は黒字方向へと反転するため、貿易収支の描く軌跡はJの字のようなカーブとなる。経済学では、Jカーブ効果は、短期的にマーシャル・ラーナー条件が満たされないために発生するとされている。

## マーシャル・ラーナー条件
Jカーブ効果は短期的にマーシャル・ラーナー条件が満たされないことから発生するが、これは、為替レートの変化に対して、短期的に価格弾力性が極めて弱いためであると言い換えることができる。
例えば、日本とアメリカの2国だけからなる世界を仮定する。このとき、日本の貿易収支について考える。日本の通貨である円が1％円安になったとすると、日本の輸出品のドル建て価格は1％減少する。このとき、日本の「輸出の価格弾力性」を {\displaystyle e} とすると、日本の円建て輸出金額は {\displaystyle e}% 上昇する。
一方で、日本の通貨である円が1％円安になったとき、日本の円建ての輸入価格は1％上昇する。このときの「輸入の価格弾力性」を {\displaystyle e^{*}} とする。すると、円建て輸入価格の上昇によって、日本の輸入金額は {\displaystyle (1-e^{*})}% 上昇する。
日本の貿易収支が黒字の状態とは、「日本の輸出金額－日本の輸入金額」が正の状態であり、為替レートの下落（円安）が日本の貿易収支を黒字にするためには、{\displaystyle e>1-e^{*}}、整理して {\displaystyle e+e^{*}>1} という条件を満たさなくてはいけない。この条件がマーシャル・ラーナー条件であるが、為替レートが変化したとき、この条件が満たされないと、Jカーブ効果が発生する。

## 日本とJカーブ効果
日本では、2012年末より、1ドル100円前後という比較的円安の水準で安定的に為替レートが推移した。ところが、日本の貿易収支の赤字は改善されず、むしろ悪化したが、これはJカーブ効果なのではないかという指摘があった。しかし、その後も貿易収支に改善の兆しが見えないため、むしろこれは日本製品の国際競争力の低下が根本的な原因なのではないかとも言われる。
2014年1月31日、日本の経済再生担当大臣である甘利明は、予想されたようなJカーブ効果、すなわち貿易収支の黒字化が達成されない理由について、1）新興国経済の失速で輸出が伸びない、2）企業が海外で価格を下げずに利益を確保していること、3）生産拠点が海外に移転していること、の3点があると述べている。